# William Whitehouse
William Whitehouse (Londen, 20 mei 1859- 12 januari 1935) was een Brits cellist.
William Edward Whitehouse begon echter als elfjarige op de viool bij Adolphe Griesbach. Op zijn dertiende koos hij voor de cello met lessen bij Walter Petit. In 1877 begon zijn studie aan de Royal Academy of Music en later een jaar bij Alfredo Patti. Hij was tevens tijdens concerten remplaçant voor Piatti, wanneer die verhinderd was. Whitehouse zelf werd in 1882 assistent-professor (een jaar later professor) aan de Royal Academy of Music, de Royal College of Music en het  King’s College. Onder zijn leerlingen bevonden zich Felix Salmond en Beatrice Harrison. Zij waren op hun beurt weer bevriend met Edward Elgar, de componist, waarvan het celloconcert wordt beschouwd als een van de mooiste in de celloliteratuur. Whitehouse maakte enige tijd deel uit van kamermuziekensembles rond Joseph Joachim en was cellist in het “London Trio” met violist Achille Simonetti en pianiste Amina Goodwin. Hij bespeelde gedurende langere tijd een Francisco Ruggeriuscello.
Whitehouse was betrokken bij de eerste publieke uitvoering van de Cellosonate van Edward Grieg in Engeland, Alma Haas zat toen achter de piano.
Zelf schreef Whitehoude Scale and arpeggio album for the violencello bestaande uit oefeningen. Hij paste de Caprices van Piatti zodanig aan, zodat ze gespeeld kon worden zoals zijn leraar voor ogen had. Ook een de cellosonate in C majeur van Pietro Giuseppe Gaetano Boni werd door hem voorzien van een vingerzetting.
- Gemeinsame Normdatei: 1089764065
- International Standard Name Identifier: 0000 0001 2021 9550
- Library of Congress Control Number: no96028213
- MusicBrainz: 30377798-4dbe-40df-8a8b-fa4d068a0d28
- Nationale Bibliotheek van Tsjechië: mzk2011633512
- Nationale Bibliotheek van Israël: 987007288552505171
- Nederlandse Thesaurus van Auteursnamen: 298564904
- SNAC: w68d2542
- Trove: 1471142
- Virtual International Authority File: 19272435
- WorldCat: E39PBJqBkqJ4rrQWmFcjqtw6Kd